# تحرير الأسدي
تحرير صباح جابر الأسدي (2 ديسمبر 1979) ممثل ومخرج مسرحي عراقي. ولِد في بغداد ونشأ بها، حصل على دبلوم معهد الفنون الجميلة قسم الإخراج المسرحي وبكالوريس كلية الفنون الجميلة قسم الإخراج المسرحي، ثم أكمل دراسته العليا (الماجستير) في فلسفة الإخراج المسرحي عام 2020. وفي بداياته عمل ضمن كادر برنامج ولاية بطيخ وفي مسلسل بنج عام ومسلسل ضياع في حفر الباطن.

## سيرته
ولد تحرير صباح جابر الأسدي يوم 2 ديسمبر 1979/ 13 محرم 1400 في بغداد. حصل على دبلوم معهد الفنون الجميلة قسم الإخراج المسرحي وبكالوريس كلية الفنون الجميلة قسم الإخراج المسرحي، ثم أكمل دراسته العليا (الماجستير) في فلسفة الإخراج المسرحي عام 2020. عُيّنَ في وزارة الثقافة العراقية دائرة السينما والمسرح كأحد مخرجي فرقتها (الفرقة القومية للتمثيل) سنة 2009 قدم خلال تواجده فيها العديد من الأعمال المسرحية مابين الإخراج والتمثيل والتأليف.
هو عضو نقابة الفنانين العراقيين. في بداياته عمل ضمن كادر برنامج ولاية بطيخ وفي مسلسل بنج عام ومسلسل ضياع في حفر الباطن.

## أعماله

### في المسرح
- المقهى.[3]

### في الإخراج
- شارع الواقعة، منتدى المسرح،2009.
- نشاز ، الفرقة الوطنية للتمثيل، 2013.
- اسمي آنو، فرقة مسرح الشارع ،2013.
- المقهى، الفرقة الوطنية للتمثيل ،2014.
- بس، فرقة مسرح الشارع ،2015.
- وقت ضايع، الفرقة الوطنية للتمثيل، 2017.
- دخان، فرقة مسرح الشارع ،2019.

### في التمثيل
- بروفا في جهنم، الفرقة الوطنية للتمثيل ،2009 .[4]
- هاملت تحت نصب الحرية، كلية الفنون الجميلة، 2011.
- اسمي دجلة، محترف بغداد المسرحي، 2011.
- مسرحية انفرادي، اتحاد المسرحيين العراقيين.
- وقت ضايع، 2017.[5]

### في التلفزيون
- ضياع في حفر الباطن.
- ولاية بطيخ.
- بنج عام.
- غربة وطن.
- جراوية.
- حچي زايد.
- جوري.
- في الإجازة.
- زيدان المليان.
- قط أحمر.

### في الإذاعة
- عمل في العديد من الإذاعات العراقية سنوات منها إذاعة جمهورية العراق وراديو العراقية وراديو ديموزي وراديو اور وراديو اليوم كما قدم العديد من المسلسلات الإذاعية والبرامج الكوميدية فيها.